# Valle de Vaquerías
Valle de Vaquerías är en ort i Mexiko.   Den ligger i kommunen Juárez och delstaten Nuevo León, i den centrala delen av landet, 700 km norr om huvudstaden Mexico City. Valle de Vaquerías ligger 444 meter över havet och antalet invånare är 2 908.
Terrängen runt Valle de Vaquerías är varierad. Runt Valle de Vaquerías är det ganska tätbefolkat, med 83 invånare per kvadratkilometer. Närmaste större samhälle är Monterrey, 17,8 km väster om Valle de Vaquerías. I omgivningarna runt Valle de Vaquerías växer huvudsakligen savannskog.